# Australian Open 2017 (gra podwójna mężczyzn na wózkach)
Australian Open 2017 – gra podwójna mężczyzn na wózkach – zawody deblowe mężczyzn na wózkach, rozgrywane w ramach pierwszego w sezonie wielkoszlemowego turnieju tenisowego, Australian Open. Zmagania miały miejsce pomiędzy 26–27 stycznia na twardych kortach Melbourne Park w Melbourne.

## Zawodnicy rozstawieni
| Numer | Tenisiści                      | Osiągnięcie |
| ----- | ------------------------------ | ----------- |
| 01    | Stéphane Houdet Nicolas Peifer | półfinał    |
| 02    | Joachim Gérard Gordon Reid     | zwycięstwo  |

## Drabinka

#### Klucz
- w/o – walkower
- k – krecz
- d – dyskwalifikacja
- Q – kwalifikant
- WC – dzika karta
- LL – szczęśliwy przegrany
- Alt – zawodnik zastępczy
- PR – ochrona rankingu
- SE – specjalna przepustka
- ITF – ranking ITF
- JE – ranking juniorski

### Faza finałowa
|  |           |                                |           |                            |           |   |    |                                |       |       |       |       |
|  | Półfinały | Półfinały                      | Półfinały | Półfinały                  | Półfinały |   |    | Finał                          | Finał | Finał | Finał | Finał |
|  | Półfinały | Półfinały                      | Półfinały | Półfinały                  | Półfinały |   |    | Finał                          | Finał | Finał | Finał | Finał |
|  |           |                                |           |                            |           |   |    |                                |       |       |       |       |
|  |           |                                |           |                            |           |   |    |                                |       |       |       |       |
|  | 1         | Stéphane Houdet Nicolas Peifer | 6         | 1                          | 7         |   |    |                                |       |       |       |       |
|  | 1         | Stéphane Houdet Nicolas Peifer | 6         | 1                          | 7         |   |    |                                |       |       |       |       |
|  |           | Gustavo Fernández Alfie Hewett | 1         | 6                          | 10        |   |    |                                |       |       |       |       |
|  |           | Gustavo Fernández Alfie Hewett | 1         | 6                          | 10        |   |    | Gustavo Fernández Alfie Hewett | 3     | 6     | 3     |       |
|  |           |                                |           |                            |           |   |    | Gustavo Fernández Alfie Hewett | 3     | 6     | 3     |       |
|  |           |                                | 2         | Joachim Gérard Gordon Reid | 6         | 3 | 10 |                                |       |       |       |       |
|  |           | Maikel Scheffers Ben Weekes    | 2         | Joachim Gérard Gordon Reid | 6         | 3 | 10 | 0                              | 1     |       |       |       |
|  |           | Maikel Scheffers Ben Weekes    |           |                            |           |   |    |                                | 1     |       |       |       |
|  | 2         | Joachim Gérard Gordon Reid     | 6         | 6                          |           |   |    |                                |       |       |       |       |
|  | 2         | Joachim Gérard Gordon Reid     | 6         | 6                          |           |   |    |                                |       |       |       |       |
|  |           |                                |           |                            |           |   |    |                                |       |       |       |       |

## Pula nagród
| Runda        | Punkty |
| Zwycięzcy    | 800    |
| Finaliści    | 500    |
| Półfinaliści | 100    |